# しゅごキャラ!の登場人物
しゅごキャラ!の登場人物（しゅごキャラ!のとうじょうじんぶつ）では、PEACH-PITの漫画作品およびそれを原作としたアニメ作品『しゅごキャラ!』（『しゅごキャラ!!どきっ』、『しゅごキャラパーティー!』）に登場するキャラクターについて説明する。
なお、このページにおける話数表記は原作の話数に準拠しており、アニメ版に関してはアニメ版第〜話と表記している。

## ガーディアン
- 日奈森亜夢
- 辺里唯世
- 藤咲なでしこ / なぎひこ
- 相馬空海
- 結木やや
- 真城りま
- 三条海里
- 柊りっか
- 天河司

## イースター社
- 月詠幾斗
- ほしな歌唄
- 星名一臣
- 二階堂悠
- 三条ゆかり
- 九十九
- ルル・ド・モルセール
- ひかる

## 日奈森家
あむの「クール&スパイシー」という外キャラ（外向けのキャラ）のためにとてもセレブな一家と聖夜小では誤解されがちだが、実際はどこにでもある普通の家庭。夫婦仲はとても良く、子供を2人を持つようになってからもデートに頻繁に出かけるようである。アニメ版ではみどりが仕事に行き詰まった時に、同じく仕事に行き詰まっていたつむぐが声を掛けたことから交際が始まったというエピソードがあった。漢字表記は作中の表札より。
日奈森 緑（ひなもり みどり）
声 - 村井かずさ
12月27日生まれのやぎ座。血液型A型。
あむの母で、雑誌「主婦の知恵」の編集者（ライター）。作中では「日奈森みどり」、アニメエンディングクレジットでは「日奈森ママ」と表記されている。
ゴシック系やロリータ系のファッションを見るのが好きで、2人の娘達に自分の趣味の服を着せている。家族思いで温厚だが、時には母として厳しく諭すこともある。あむが追われていたイクトを断り無く自分の部屋に泊めていたのを見つけた時は2人を叱ったが、その後「娘の部屋に男性を泊める訳にはいかない」とイクトのためにホテルを取るなど、しっかり者かつ情に厚い性格。イクトはそんな彼女を「家族思いのいい母親であむが羨ましい」と評した。
日奈森 紡（ひなもり つむぐ）
声 - 織田優成
2月20日生まれのうお座。血液型O型。
あむの父で、野鳥カメラマン。作中では「日奈森つむぐ」、アニメエンディングクレジットでは「日奈森パパ」と表記されている。
2人の娘達を「ちゃん」付けで呼ぶほど溺愛しており、いつもカメラに収めている。親馬鹿のあまり、あみに対してはロリコンを思わせる発言をしており、みどりを怒らせたことがある。さすがにあむが内緒でイクトを居候させていた事に関しては、もはや只事では済まなくなるからという危険性から、知らされなかった。
アニメ版では海里からの電話に大慌てしたり、唯世が尋ねて来た時あむに彼氏ができたと思い込み大パニックになって猛反対したりもしている（結局、唯世のあむの自室への侵入を阻止できなかった為に、そのうさをはらすかのごとく、家の周囲を号泣しながら猛スピードでランニングしていた）。また、みどりと夫婦喧嘩をした時はしょっちゅうすねてトイレに「家出」するという設定がある。その後いつもすぐに仲直りをする様子。
日奈森 亜夢（ひなもり あむ）

日奈森 亜実（ひなもり あみ）
声 - 間宮くるみ
3月21日生まれのおひつじ座。血液型O型。
あむの妹。作中での表記は「あみ」。あむが6年生になった春から幼稚園に通っている。幼いためまだ断片的な単語でしか会話できない。スター性を秘めていて目立ちたがりな所もあり、冒険心にも富んでいるがオバケが嫌いで怖がりな性格。
キャラ持ちではないが、しゅごキャラを見ることができ、しゅごキャラ達を「しゅごいキャラ」と呼びよく遊んでいる。イクトのしゅごキャラであるヨルの事を「しゅごいネコさん」と呼び、お気に入りのようであり、その度にヨルは締め付けられている。唯世のことを「王子しゃま」と呼び気に入っている。
歌唄の大ファンであり、あむにこっそり付いて来た際に本物の彼女と会えた事に喜び、話の腰を折ったものの、歌唄の前で彼女の歌を歌ったのが切っ掛けとなり、歌唄にかつて自分も純粋に歌う事が好きであったという気持ちを取り戻させている。
アニメ版では幼稚園児ながらあむ同様に異性への気の多さを見せ、父親の気を揉ませている。

## 辺里家
辺里家と、司の天河家とは親戚関係にある。また、かつて月詠家とは家族ぐるみの付き合いをしていた。
唯世の祖母
声 - 城雅子
唯世の父方の祖母。2年前の病気以来、寝たきりになっている。病気になる以前は着物を着こなす凛とした女性で、唯世に「強く優しく立派な人に」なるよう教え、キセキが生まれるきっかけを作った。また、イクトや歌唄にも実の孫の様に厳しいが愛情深く接していた。唯世の部屋には今でも祖母の書いた「大志」の文字が貼ってある。
イクトが海外に旅立つ前に辺里家を尋ねた際、「懐かしい声に誘われた」と久々に床から起き上がり、唯世や瑞恵が抱いていた自分やベティの不幸はイクトによるものだったという誤解を解き、「イクトの奏でる音色は温かく不思議な力がある」と言って彼の海外行きに反対していた唯を説得した。
デザインはアニメ版のキャラクターデザイン担当の崔ふみひでによる。
辺里 唯（ほとり ゆい）
声 - 竹本英史
唯世の父親。或斗と奏子の学生時代からの親友。或斗が失踪した際に「ダンプティー・キー」を預けられ、それを唯世に手渡した。失踪した或斗に裏切られた様に感じ、唯世に彼を反面教師とするよう諭しており、それが唯世がイクトに強い敵意を抱く事を助長させてしまっている。奏子には特別な感情を抱いていた様子。
イクトが或斗と同じようにひとり海外に旅立つと聞き彼を諌めようとするが、奏子がまだ或斗を信じている事や二人が離婚していなかった事、イクト自身の父親と向き合う決意を知り、「ダンプティー・キー」の所有続行を認め或斗のことを彼に託して旅立たせた。
辺里 瑞恵（ほとり みずえ）
声 - 北西純子
唯世の母親。姑である唯世の祖母が少し苦手。唯が奏子を気に掛ける事を快く思っておらずイクトと歌唄が辺里家に一時期預けられていた際は、初めは「かわいそうだ」と考えて優しく接していたようだが、次第に難癖に近い小言が多くなり、とくに全く感謝のそぶりを見せない幼いイクトに対しては目の敵にし、次第にそれは憎しみに近い嫌悪感へと発展していく。イクトが海外へと旅出そうとした際にも、言いがかりに近い罵詈雑言を飛ばし激怒していたが、祖母に諌められた事で、納得は出来ていなかったがしぶしぶと承諾する。
元々ヒステリックな言動や振る舞いの目立つ人物で、イクトを「不吉な黒ネコ」と呼び始めたのも彼女であり、彼や或斗の弾くバイオリンの音色を「不幸を呼ぶ」と毛嫌いしている。夫同様、息子とイクトの仲違いの原因となった人物。しかし、それは誤解だと祖母から言われ、酷く当たってしまったと反省し、イクトに謝罪した。
アニメ版では原作と比較して随分性格が丸くなり、イクトのことも苦手に思い避けていると言った程度で、直接暴言を吐く場面は無かった。また奏子に嫉妬する様子も一切描写されなかった。
辺里 唯世（ほとり ただせ）

## 藤咲家
代々日本舞踊を受け継いでいる一族であり、男子も女形舞踊を学ぶために「子供の間は女の服を着、女の名前で暮らさねばならない」という家訓がある。
なでしこママ
声 - 大原さやか
なでしこ（なぎひこ）を厳しくも愛情深く育てているよき母で、日本舞踊の名人でもある。なぎひこが多少無茶な行動をしても「本当は男の子なのだから、元気な方がいい」と許容している。みどりとは気が合うようだ。アニメ版ではなでしこのヨーロッパ留学に付き添って行った場面が描写されていた。
藤咲 なでしこ / なぎひこ（ふじさき なでしこ / なぎひこ）

ばあや
声 - 滝沢久美子
なでしこ（なぎひこ）のばあや。なぎひこ時のなでしこに手を焼かされたこともあるが、なでしこのことを大切に思っている。

## 相馬家
空海の住む家。他のキャラクターと異なり、真っ当な家族がいる。
空海のおじいちゃん
声 - 中村大樹
海の近くにある（アニメ版ではスキー場の傍）古びた寺で住職をしている。その為しゅごキャラの声がうっすらと聞こえる。どことなく空海とキャラが似ている。厳しいが、頑張って何かを成し遂げた時には褒めることもある。
相馬 海童（そうま かいどう）
声 - 加藤将之
相馬家長男。ガッチリとした体格で、無精ヒゲを生やし、煙草を咥えている。ぶっきらぼうで感情表現が苦手。一見横暴な兄に見えるが、根はとても優しく弟達を大切に思っている。
相馬 秀水（そうま しゅうすい）
声 - 大原崇
相馬家次男。眼鏡を掛けた、知的な雰囲気の青年。
相馬 雲海（そうま うんかい）
声 - 岡本寛志
相馬家三男。気さくそうな青年。
相馬 れんと（そうま れんと）
声 - 保志総一朗
相馬家四男。優男風の青年。
相馬 空海（そうま くうかい）
相馬家末っ子。

## 月詠家と星名家
星名家はイースター社を創立した大財閥の一族である。星名家の一人娘・星名奏子と、天才バイオリニストだった月詠或斗との結婚によりイクトと歌唄が生まれた。しかし2人の結婚に周囲は猛反対し、その後結婚を認める条件として或斗に「いずれ音楽を一切辞めイースター社を継ぐ」と約束させた。そのため一臣曰く「月詠家の者は生涯イースター社（星名家）に仕える星の下に生まれる」とのこと。
星名 一臣（ほしな かずおみ）
旧姓は「一之宮」。イクトと歌唄の義父。

月詠 或斗（つきよみ あると）
イクトと歌唄の実父。2人の×たまを抜き取る能力はこの人物に由来するものらしい。かつて天才と呼ばれた日本屈指のバイオリニストだったが、「彼の弾くバイオリンの音色を聴いた者は不幸になる」などと言う醜聞もあった様子。だが実際には彼のバイオリン演奏を切っ掛けに結婚した夫婦なども存在し、司は「不幸になんかしない」とイクトに教え、また奏子は「幸福を運ぶ音色」だと考えている。
奏子と恋に落ちたが、当時はまだ地位も名声も無かったために2人の結婚は周囲に猛反対される。そこで「いずれ音楽を一切辞めイースター社を継ぐ」という条件と引き換えに結婚を許してもらうことになった。しかし或斗はその約束を守らず、イースター社の前会長であったイクトと歌唄の祖父が逝去した夜、学友だった唯にダンプティ―・キーを預け、行方を眩ませた。これにより奏子とイクト、歌唄への風当たりは一層強いものとなり、そのことがイクトと唯世の仲違いの原因の一つとなった。数年後、失踪時に持ち出した愛用のバイオリンのみが海外で発見されたが、現在も依然行方は知られていない。ただ、原作最終話にて或斗らしき人物がこっそり奏子のところに現れている。
星名 奏子（ほしな そうこ）
イクトと歌唄の母親。周囲の猛反対を押し切り或斗と結婚した。或斗失踪の後も彼を信じて帰りを待ち続けたが、数年後にバイオリンのみ発見された折、住む所を追われ続ける生活に限界を感じ、また待つことにも耐えられなくなったため、一臣と再婚する。以後一臣の言うことには逆らえず、そんな奏子にイクトと歌唄は裏切られたように感じていた。また、彼女の行動が子供達（特にイクト）と唯世の仲違いの原因の一つになっていた。
しかし実際は一臣との婚姻届も、或斗との離婚届も届け出ず隠し持っていた。また或斗が失踪したのは「その音色で皆に幸せを与える使命ゆえ」と考えており、今でも彼を信じ愛し続けていたことが判明した。
月詠 幾斗（つきよみ いくと）

ほしな 歌唄（ほしな うたう）

## 山本家（モルセール家）
全員アニメオリジナルキャラクター。札は父方姓の「モルセール」ではなく、母方姓の「山本」となっている。
ノリコ・ド・モルセール
声 - 増田ゆき
ルルの母親。女優で芸名は「黛かほる（まゆずみかおる）」。大物女優だが現在はバラエティーなどに出演することが多い。夫と娘のルルを深く愛しており、家族で過ごす時間を大切にしている。エンディングクレジットでの表記は「ルルママ」。
ルルパパ
声 - 島田敏
ルルの父親。フランス貴族出身の有名シェフ。妻と娘のルルを深く愛している。調理する事が仕事なので、家庭では料理仕事をしたくないらしく妻に食事関係は全て任せている。
ルル・ド・モルセール

ルルの祖母
声 - 谷育子
フランス貴族の末裔。階級は子爵。ルルが尊敬する人物。幼い頃から貴族としての教育を受けて育った。自分にも他人にも厳しい性格でルルの両親は頭が上がらない。昔のルルが自分の夢を語っていた一方で、成長したルルが自分自身の夢を持っていないのではないかと思い悩んでいた。

## 聖夜学園
山吹 沙綾（やまぶき さあや）
声 - 川庄美雪
あむの4年から6年のクラスメイト。イヤミな典型的ステレオタイプの令嬢。家柄、財力、容姿、才能全てに自信を持っており、自分が1番だと信じて疑わないナルシストかつ負けず嫌い。学園への寄付金は毎年トップ。絵画教室に通っている。空海のことが好き。あむのことが気に食わず一方的にライバル視しているが、当の2人には全く相手にされていない。とりまきが4人（声 - 田中晶子、小幡記子、石黒千尋、三宅華也）いる。
アニメ版第68話で父親の会社の海外移転で転校することとなり、その前にあむに勝負を挑み、実力的には勝っていたものの惜しいところで敗れたことで「日奈森さんのようになりたい」という思いが心を支配していたところをルルに付けこまれ、ナゾキャラなりし「ヒナモリドリーム」となる。他のナゾキャラなりと異なりさらにあむと同様のキャラなり「ゴージャスハート」・「ゴージャススペード」・「ゴージャスクローバー」もできた。ともに細部の色に多少の違いはあるが、基本的にあむのキャラなりと同じコスチューム。「？」は額ではなく、×の髪飾り、ハート・スペード・クローバーのマークに付く。浄化後は「ライバルを残して転校なんかできない」と父親を説得し一人で日本に残った。作中で唯一「×たま」「ナゾたま」の両方の被害を受けた人物である（但し両方ともアニメオリジナル回）。
余談だが、「BanG Dream!」にも同姓同名のキャラクターが登場している。
まなみ
声 - 明坂聡美
あむの4年と6年のクラスメイト。わかなと1年の時から一緒のクラス。茶色がかった髪を二つ結びにしている。原作では登場回数は2回ほどしかないが、アニメ版ではちょくちょく登場している。家は花屋をしており、時々花を教室に持ってきて飾っている。将来家を継いで花屋になるか、別の職業に就くかで迷っていたためか、アニメ版第54話ではルルの魔法のジュエリーの最初の被験者にされ、ルルに抜き出されたナゾたまとキャラなりし、「フラワードリーム」となり暴走するもあむに助けられる。
わかな
声 - 佐藤聡美
あむの4年と6年のクラスメイト。まなみと1年の時から一緒のクラス。前髪をヘアピンでとめ、眼鏡をかけている。原作では登場回数は2回ほどしかないが、アニメ版ではちょくちょく登場している。
アニメ版第84話ではルルの魔法のジュエリーの被験者にされ、ルルに抜き出されたナゾたまとキャラなりし、「ティーチャードリーム」となり暴走するがあむに助けられる。
鳩羽 雪（はとば ゆき）
声 - 藤村歩
あむとなでしこの5年のクラスメイト。父親の仕事の都合でアメリカに転校することになり、その不安から×たまが生まれるがあむに助けられる。原作では、これがあむにとっての初めての浄化となった。
鈴木 誠一郎（すずき せいいちろう）
声 - 南央美
あむに憧れている男の子。下の名前はアニメ版第45話で付けられた。あむより2つ年下。今日こそはとあむにファンレターを渡そうとして、結局いつもなんらかの邪魔が入り渡せない哀れな役回りである。クールという犬を飼っており、しゅごキャラたち（特にスゥ）と交流している。
思い込みや妄想癖がかなり激しく、アニメ版では野鳥が大好きだという設定がある。人の話を聞かないところがあり、アニメ版第2話では自分にはあむのファンである資格がないと思ったことからこころのたまごを×たま化させ、これがアニメ版でのあむにとっての初めての浄化になった。
原作ではモブキャラ的な扱いだったが、アニメ版の登場回数は原作に比べて格段に多い。また彼の行動が意外な形であむへの助力になることもある。
山田（やまだ）
声 - 代永翼
アニメオリジナルキャラクター。空海の部活仲間であり同級生。レギュラーに選ばれず落ち込んでいるとき、冴木のぶ子がテレビで言った「凡才はいくら努力しても凡才のまま」という言葉に、天才（空海）には敵わないと薄々抱いていた劣等感を刺激され×たまが生まれるが、あむに助けられる。その後、空海と真の男の友情を結んだ様子。
渡会 美咲（わたらい みさき）
声 - 名塚佳織
アニメオリジナルキャラクター。あむの隣のクラスの子でバレー部所属。ハイテンションで、何故かあむのことをフルネームで呼ぶ。唯世のことが好きだった。沙綾の言葉に加え、唯世がキャラチェンジした後の性格が嫌だと言ったのを自分のことだと勘違いし×たまが生まれるが、あむに助けられる。その後空海のことが好きになったが、現在は再び唯世のことが好きになっている模様。あむとは友達になった。
長倉 拓哉（ながくら たくや）
声 - 渡辺明乃
第16話に登場したアニメオリジナルキャラクター。あむの5年生時に4年星組に在籍していた少年。仮面をつけた正体不明の少年マジシャン「ゼロ」としてテレビに出演している。ゼロというしゅごキャラを持っているが、拓哉はゼロを自分の心が作った幻のようなものだと思っている。一流のマジシャンを目指しており技量も高いのだが、プロデューサーの方針でCGを使った派手なショーをやらされていた。夢と現実の違いに悩みあむ達の協力で立ち直るが、プロデューサーに番組を降ろされた上に二階堂の策略によってゼロを×キャラにすることとなる。その後あむに助けられ、再び芸能活動を始める。
ゼロ
声 - 渡辺明乃
アニメオリジナルキャラクター。長倉拓哉のしゅごキャラ。マジシャンのような姿をしており、拓哉の芸名「ゼロ」の名前の由来になった。しかし拓哉には「空想の友達」と認識されていた。「スマイル、スマイル!」が口癖。

翔太（しょうた）
声 - 沢城みゆき
アニメオリジナルキャラクター。りまと張り合える程の意地っ張り。絵が好きで、画家である祖父からもらった絵の具セットと家族の絵を大切に持っている。画家になる夢を抱いていたが、両親は彼の進路のことで揉め別居し、唯一後押しをしてくれた祖父も亡くなる。クウタというしゅごキャラが生まれていたことに気付けず、夢を諦めかけてクウタを×キャラ化させるが、あむと彼の境遇に気持ちを重ねていたりまに助けられる。その後りまからクウタの存在を示唆され、薄々感づき始めた様子。なお彼の祖父にはクウタが見えていた。
クウタ
声 - 小幡記子
アニメオリジナルキャラクター。翔太のしゅごキャラ。ベレー帽をかぶった絵描きのような姿をしている。彼を生んだ翔太自身には認識されておらず、翔太に不幸な出来事が重なったために姿がほとんど見えなくなっていた。自分と翔太の心の危機を知ってほしいと幽霊騒ぎを起こすも、翔太自身の心持ちから×キャラ化する。しかし、りまやあむに助けられて翔太の中に戻っていった。

畠中 まりも（はたなか まりも）
声 - 神田朱未
アニメオリジナルキャラクター。聖夜小の合唱コンクールで伴奏を務める事になった少女。歌が苦手な鈴木君に付き合って放課後も練習をしていた。伴奏者に選ばれなかった事を妬んだ沙綾から、嫌味を皆の前で投げつけられ、そのショックからこころのたまごを×たま化させる。しかしあむと誠一郎により助けられ、無事本番も伴奏を務めた。なお誠一郎とは良い雰囲気となっており、あむも「告白すればいい」と誠一郎を促している。
霧島 冬樹（きりしま ふゆき）
声 - 代永翼
アニメオリジナルキャラクター。なぎひこのクラスメイト。明るくなったりまに思いを寄せていたが、ふられるのではないかという不安でナゾキャラなりする。後にりまには「誰かと付き合うなんて考えられない」と言われるが、りまが真剣に返事を考えてくれていたことをうれしく思い、ガーディアン達と一緒にりまの誕生日を祝った。
木暮 由紀奈（こぐれ ゆきな）
声 - 清水愛
第70話に登場したアニメオリジナルキャラクター。あむの6年時のクラスメイト。パティシエになるのが夢。チョコ嫌いの大輔でも食べられるおいしいチョコを作るためお菓子教室に通い、チョコスイーツコンテストに出場し優勝した。
石井 大輔（いしい だいすけ）
声 - 菅沼久義
第70話に登場したアニメオリジナルキャラクター。由紀奈が渡そうとしたチョコを「チョコは嫌いだから」といって断るが、ただ単に素直になれなかっただけで、コンテスト後に受け取った。
柊 りっか（ひいらぎ りっか）

## その他の人々
結木 つばさ（ゆいき つばさ）
声 - 沢城みゆき
ややの弟でまだ赤ん坊。つばさの誕生により、ぺぺが生まれた。アニメ版ではあやしているヨルを捕まえ放り投げるという姉同様のわんぱくぶりを見せた。
冴木 のぶ子（さえき のぶこ）
声 - 山本圭子
1月5日生まれのやぎ座。血液型B型。
本名は佐伯信子。自称霊感占い師。あむがしゅごキャラを授かるきっかけになった人物で、あむ曰く「インチキ占い師」。
みどりが編集している雑誌「主婦の知恵」で彼女の占いを今まで3回特集し、全て好評だった。実はあむと同じでオカルトが苦手。みそピーナッツが好きな54歳。霊感が強いせいかしゅごキャラが見える。化粧が濃い。ペーパードライバー。
自らの霊能力に限界を感じていた時期に二階堂に攫われたラン、ミキ、スゥを捜索中のガーディアンと出会い、二階堂の下に送り届けることになる。これをきっかけに霊能力が回復したお礼の意味も込めてイクトがイースター社に攫われた際、テレビ関東に潜入したガーディアンのピンチを救い、イクトの居場所を感知しあむに告げた。この時になぎひこがなでしこと同一人物であることも見破っている（その会話がきっかけで、りまにも知られることになる）。
羊田 ミミ子（ひつじだ みみこ）
声 - 定岡小百合
ややと舞香が通っているバレエ教室の先生。とてもキャラも化粧も濃い。
オカシン
声 - 佐藤拓也
アニメオリジナルキャラクター。オカシンとは略称で、本名「岡田慎吾」。若い女性に大ブレイクしている美形の人気小説家。冴木のぶ子によると「天才の守護霊様が憑いている」らしい。あみ曰く「カッコいい!」で、つむぐ曰く「いかにもな男」。人気絶頂とあってか様々なバラエティー番組やドラマに出演している模様。
姫川 舞香（ひめかわ まいか）
声 - 下屋則子
ややと同じバレエ教室に通っている少女。ややからは「舞ティ」と呼ばれている。母親も元バレリーナで、教室始まって以来の天才少女と言われている。練習で足を痛めたために主役降板となり、発表会に出られなくなったショックと「頑張りなんてムダだ」という思いから×たまが生まれるが、あむに助けられる。周りを見下す傲慢な性格だったが、最後は代役を務めたややを認め友好的な態度を示した。
鳥居 美冬（とりい みふゆ）
声 - 比嘉久美子
第14話、15話に登場したアニメオリジナルキャラクター。最年少のスノーボードの選手である少女。あむ達が聖夜小の5、6年生のスノーボード合宿時に出会い、滑り方などを教えてくれた。男の子の様な物言いをする。あがり症を治したいと願って、しゅごキャラのスノッペが生まれた。しかし二階堂の策略に惑わされ、またその時行われていたスノーボード大会の周囲の期待のプレッシャーに耐え兼ねて、スノッペを信じなかったことでスノッペを一度は消すもののガーディアンにより無事スノッペを元に戻すことができた。
スノッペ
声 - 新井里美
アニメオリジナルキャラクター。鳥井美冬のしゅごキャラ。雪童子のような姿をしており、雪の結晶の飾りを藁につけている。語尾に「- スノ」をつける。キャラチェンジの時は髪を括っているゴムが雪の結晶の飾りになり、緊張しなくなる。地味な変化だったためあむたちは拍子抜けした。

詩音（しおん）
声 - 中原麻衣
アニメオリジナルキャラクター。空海の幼馴染みで、音楽学校を受験しようとしているピアノの上手な少女。中でもジャズが得意。登場回で19歳の誕生日を迎える。ピアノの勉強の為に街を離れることになったものの、自分の夢や新しい世界に飛び込んでゆくことに不安や迷いがあったようだ。歌唄のゲリラライブに遭遇し、こころのたまごを抜き取られるが、あむと空海に助けられ、二人に見送られて街から出発した。なでしことややは空海と詩音の関係を怪しみ、空海を冷やかしていたが、あむは「歳の差がありすぎだ」と反論していた。
日奈森 修司（ひなもり しゅうじ）
声 - 浅沼晋太郎
第35話に登場したアニメオリジナルキャラクター。あむのいとこで、初恋の人。パティシエ見習いで、幼い頃はよくあむにケーキを作ってあげていた。フランス留学の際に絵里子と恋に落ち、結婚まで取り付ける。しかし結婚式の直前に絵里子を怒らせ彼女が心変わりしたと誤解し、また将来も確かではない自分と将来有望な絵里子は釣り合わないと失望したことでたまごを×たま化させるが、あむに助けられる。彼のたまごの印は他のたまごと違い結婚式場を思わせる建物のような形になっていた。後に絵里子に本音を打ち明けられ誤解も解け、無事結婚式を挙げた。
大友 絵里子（おおとも えりこ）
声 - 遠藤綾
アニメオリジナルキャラクター。大友財閥の令嬢で、修司の婚約者。モデルもこなす容姿端麗な美女。フランス留学中に修司と恋に落ち、結婚を約束する。結婚後は修司と共に夢を追いかけたいと願い、自分もパティシエ修業をしたいと思うものの、自分の身の上のこともあり迷っていた。修司にその事を打ち明けられずにいたが、あむとの交流もあってか思い切ってそれを告白し、2人でケーキ職人を目指すことを決めた。
シュライヤ
声 - 進藤尚美
アニメオリジナルキャラクター。しゅごキャラはラミラ。セオミア国の王子。表向きは花嫁探しの為に聖夜小に短期留学してきたが、真の目的はエンブリオの発見であり、それにより父親を超えたいと願っていた。厳格な父親には尊敬の念と反発心を抱いている。あむを気に入り花嫁にと所望するが、あむはそれを断った。歌唄に与えられた偽のエンブリオによってラミラを×キャラ化させるが、あむと自分を慕っていた付き人のパールと、そのしゅごキャラ・ルールに助けられる。
ラミラ
声 - 佐藤聡美
アニメオリジナルキャラクター。シュライヤのしゅごキャラ。キセキと張り合うほどの尊大な態度の持ち主。シュライヤが偽のエンブリオに魅入られたことで一時的にたまごに戻り、更に×たま化するが、孵化する寸前でルールによって阻止される。姿がシュライヤの父によく似ている。

パール
声 - 明坂聡美
アニメオリジナルキャラクター。シュライヤの付き人として聖夜小に来た。温和しく物静かな良識派であり、暴走しようとするシュライヤには胸を痛めていた模様。当初は髪を短く束ねていたため誰も気付いていなかったが、ガーディアンのメンバーの前で女の子である事を明かす。シュライヤの父親である国王を敬愛し、また、シャライヤにも尊敬以上の念を抱いている模様。しゅごたまが偽エンブリオによるシュライヤ暴走事件の折りに孵化し、ルールが生まれた。
ルール
声 - 小幡記子
アニメオリジナルキャラクター。本編ではルールの名は登場せず、エンディングクレジットによって判明する。パールのしゅごキャラでパールが先生になったような姿をして辞書のような本と指揮棒を持っている。強い指導力があり、×キャラたちに言うことを聞かせることもできた。ラミラが×キャラとして孵化するのを寸前で阻止した。

木崎 都（きざき みやこ）
声 - 吉川未来
アニメオリジナルキャラクター。お笑い芸人を目指す少女。ゲラゲラ劇場に出演する為に公園で練習していた時、あむとりまに出会う。その際りまに自分のお笑いの欠点に関する鋭い指摘を受け感動し、りまを「お笑いの神様」と崇め稽古を付けて貰うことになる。ゲラゲラ劇場に出演した際、お笑い芸人・ヒゲ次郎（声 - 石川ひろあき）から「女の子がお笑いなんておかしい」と言われたことにより自信を無くし×たまが生まれるが、あむとりまに助けられる。
姫野 琴音（ひめの ことね）
声 - 明坂聡美
アニメオリジナルキャラクター。イクトが常連客であるバイオリン工房の一人娘で、バイオリン職人を目指す少女。イクトのことが好き。憧れのバイオリニストである本名紗江子（ほんな さえこ）（声 - 柚木涼香）からバイオリンの修理を任されたが、不注意により天板を剥がしてしまう。その失敗にショックを受け×たまを生むが、あむとイクトに助けられる。その後も懸命に自力でバイオリンを修理しようとし、その心意気を紗江子に買われ腕を認められた。また立派なバイオリン職人になると意志を固め、イクトへの気持ちを再確認してあむに告げた。
水谷 ひなこ（みずたに  ひなこ）
声 - 村井かずさ
アニメオリジナルキャラクター。キランの持ち主。引っ越しの途中で、キランのしゅごたまを落とす。引っ込み思案な性格で他人が困っていてもじっと見ているだけしかできない自分への想いからキランのしゅごたまを生む。
キラン
声 - 村井かずさ
なかよしの読者によって考案されたアニメオリジナルキャラクター。引っ込み思案の水谷ひなこの他人が困っている人を助けられる人になりたいという想いから生まれた。みんなをキラキラの笑顔にする能力を持つ。

桜井 優亜（さくらい ゆあ）
声 - 釘宮理恵
本来はDSゲーム「ノリノリ!キャラなりズム♪」オリジナルキャラクター。セシルの持ち主。第85話、86話に登場した。（キャラクター紹介編であり、ゲーム本編の前日談的内容となっている）。86話でエンディングとして「シークレットプリンセス」を唄った。読者モデル。あむとは一つ年下でかつては同じ幼稚園に在籍していた。本当は歌が好きなのだが、幼少のある出来事がきっかけで歌うことにトラウマを抱いている。ゲーム本編ではテレビでは未登場に終わったセシルとの本来のキャラなり姿である「ワンダフルシンガー」へとキャラなりする。
セシル
声 - 大前茜
本来はニンテンドーDSゲーム「ノリノリ!キャラなりズム♪」のオリジナルキャラクター。桜井優亜のしゅごキャラ。歌が好きでラン、ミキ、スゥには好評だがあむとヨルには雑音扱いで不評だった。「それでは歌います」が口癖で優亜の気持ちを即興の歌にして披露したがる。アニメではナゾキャラ化した上でのキャラなりを見せたが、DSゲームでは本来の優亜とのキャラなり「ワンダフルシンガー」を披露する。

ゆか
声 - 藤村歩
アニメオリジナルキャラクター。何事にも焦ってしまい最終的には諦めてしまうため、こころのたまごに×がついてしまった少女。しかしあむによって×たまが浄化され、しゅごキャラのミーが誕生した。ぬいぐるみを大事に持っている。
ミー
声 - 広橋涼
アニメオリジナルキャラクター。ゆかのしゅごキャラ。×たまになっていたが、あむにオープンハートされゆかがいる場所へ行った際に誕生。何事も焦って物事を行ない最終的には諦めてしまうゆかが、焦らずに最後までやりきりたいという心から生まれた。しかし誕生するのが早かったのか、またこころのたまごになりゆかの体の中へと戻っていった。名前の由来は、ゆかが大事にしているぬいぐるみから。